# Алан Годжкінсон
Алан Годжкінсон (англ. Alan Hodgkinson, 16 серпня 1936, Лафтон-ан-ле-Мортен — 8 грудня 2015) — англійський футболіст, воротар.
Насамперед відомий виступами за клуб «Шеффілд Юнайтед», в якому провів всю кар'єру, а також національну збірну Англії.

## Клубна кар'єра
У дорослому футболі дебютував 1954 року виступами за «Шеффілд Юнайтед», кольори якого і захищав протягом усієї своєї кар'єри гравця, що тривала цілих вісімнадцять років. Більшість часу, проведеного у складі «Шеффілд Юнайтед», був основним гравцем команди.

## Виступи за збірну
1957 року дебютував в офіційних матчах у складі національної збірної Англії. Протягом кар'єри у національній команді, яка тривала 4 роки, провів у формі головної команди країни лише 5 матчів.
У складі збірної був учасником чемпіонату світу 1958 року у Швеції та чемпіонату світу 1962 року у Чилі.